# منتخب ألمانيا لكرة السلة للسيدات
منتخب ألمانيا الوطني لكرة السلة للسيدات هو المنتخب الذي يمثل ألمانيا في منافسات كرة السلة الدولية للنساء، والذي يقوم إتحاد ألمانيا لكرة السلة بإدارة شؤونه، أفضل إنجازاته هو احتلاله المركز الثالث في بطولة أوروبا لكرة السلة للنساء في سنة 1997، ويحتل المركز ال57 في تصنيف فيبا لكرة السلة.

## وصلات خارجية
- الموقع الرسمي